# دگرپروردگی

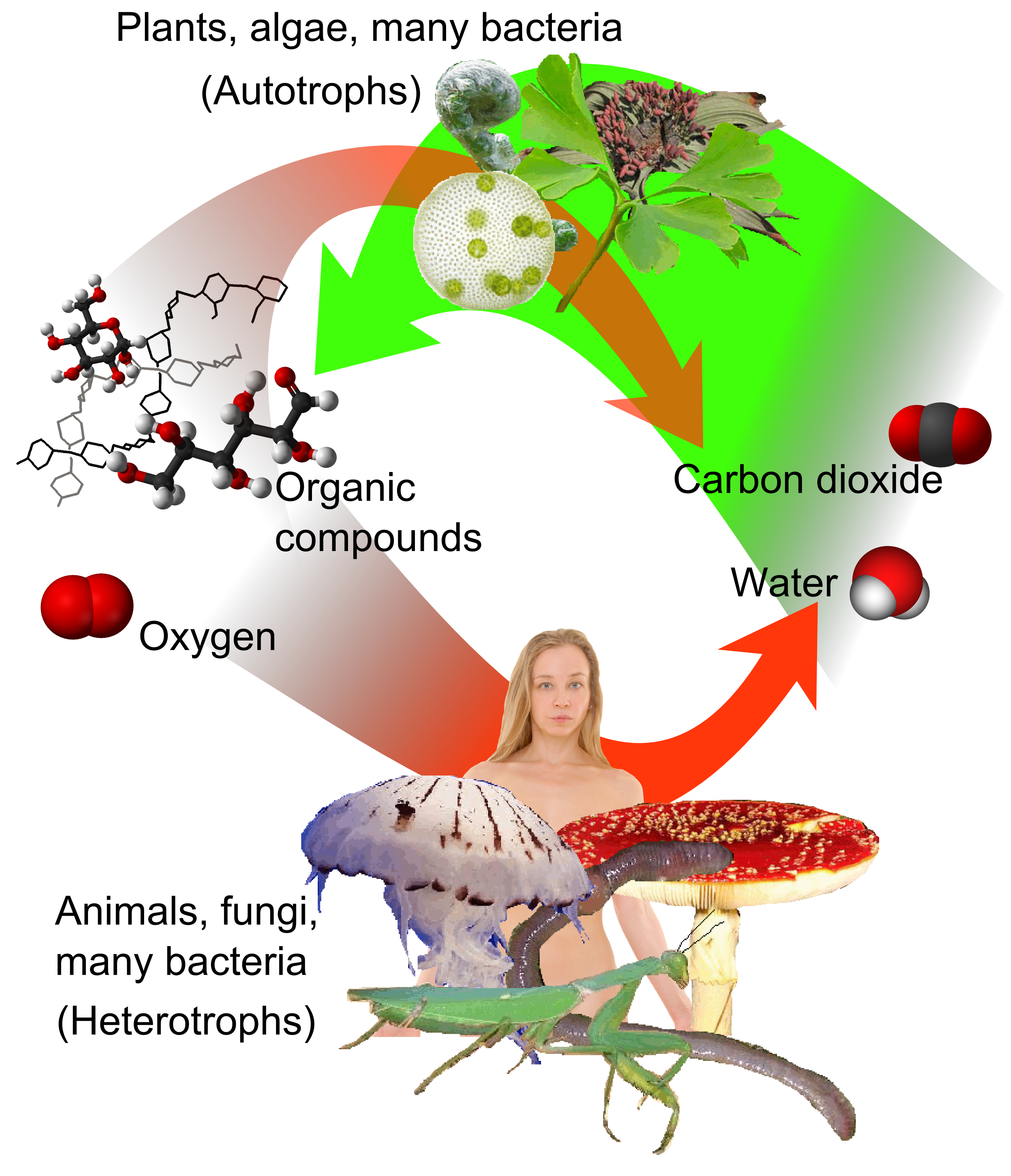
چرخهٔ بین دگرپروردگی و خودپروردگی
خودپروردگی‌ها با استفاده از نور، کربن‌دی‌اکسید (CO_{2})، آب و اکسیژنْ ترکیبات آلی تولید می‌کنند و برای این کار عمدتاً از راه فتوسنتز (فلش سبز) به نتیجه می‌رسند. هر دو گونه ارگانیسم به‌وسیلهٔ تنفس یاخته‌ای از چنین ترکیباتی برای تولید (آدنوزین تری‌فسفات ATP) استفاده می‌کنند و دوباره CO2 ول می‌دهند (دو فلش قرمز).

دگرپروردگی یا هتروتروفی فرایندی است که در آن، ارگانیسم برای تأمین انرژی و رفع نیازهای غذایی خود از مواد آلی ساخته‌شدهٔ دیگر جانداران زنده استفاده می‌کند.
متضاد این فرایند، خودپروردگی یا (اتوتروفی autotrophsy) است.
دگرپرورد یا هترتروف (heterotroph؛ به یونانی ἕτερος heteros = "دیگری"، "متفاوت" و trophe τροφή = "تغذیه") ارگانیسمی است که می‌تواند مولکول‌های کربنی ترکیبات آلی را جذب یا هضم کند؛ (به جای استفاده از فرایند تثبیت کربن از منابع غیر آلی مانند کربن دی‌اکسید)، و با استفاده از آن‌ها رشد و زندگی کند. فرایند متقابل با آن خودپروردگی (اتوتروف autotrophs) است؛ مانند گیاهان و جلبک‌ها، که می‌توانند با استفاده از انرژی نور خورشید (photoautotrophs)، یا ترکیبات معدنی (lithoautotrophs)، ترکیبات آلی مثل کربوهیدرات‌ها، چربی‌ها، پروتئین‌ها و دی‌اکسید کربن غیرآلی را تولید کنند.  نودوپنج درصد یا بیشتر از تمام انواع موجودات زنده دگرخوار هستند. برای مثال جانوران، قارچ‌ها، و برخی از باکتری‌ها و آغازیان همه دگرخوارند.
اصطلاح هتروتروف در میکروب‌شناسی در سال ۱۹۴۶ به عنوان بخشی از طبقه‌بندی میکروارگانیسم‌ها بر اساس نوع تغذیه آن‌ها به‌وجود آمد. این اصطلاح در حال حاضر در بسیاری از زمینه‌ها؛ مانند محیط زیست در توصیف زنجیره غذایی، استفاده می‌شود.
هتروتروف‌ها خود ممکن است بر اساس منبع انرژی آن‌ها تقسیم شوند. اگر هتروتروفی از انرژی شیمیایی استفاده کند، آن را یک هتروتروفِ شیمی‌پرورد (Chemoautotroph) می‌دانند؛ (مثلاً انسان و قارچ). اگر از نور برای تأمین انرژی استفاده کند، این یک فتوهتروتروف است (به عنوان مثال، باکتری‌های غیرگوگردی سبز.